# Фогернон
Фогерно́н (фр. Fauguernon) — коммуна во Франции, находится в регионе Нижняя Нормандия. Департамент коммуны — Кальвадос. Входит в состав кантона Лизьё 1-й кантон. Округ коммуны — Лизьё.
Код INSEE коммуны — 14260.

## Население
Население коммуны на 2010 год составляло 251 человек.
| 1962 | 1968 | 1975 | 1982 | 1990 | 1999 | 2010 |
| ---- | ---- | ---- | ---- | ---- | ---- | ---- |
| 186  | 139  | 162  | 153  | 200  | 182  | 251  |

## Экономика
В 2010 году среди 157 человек трудоспособного возраста (15—64 лет) 108 были экономически активными, 49 — неактивными (показатель активности — 68,8 %, в 1999 году было 64,8 %). Из 108 активных жителей работали 104 человека (56 мужчин и 48 женщин), безработных было 4 (1 мужчина и 3 женщины). Среди 49 неактивных 16 человек были учениками или студентами, 24 — пенсионерами, 9 были неактивными по другим причинам.